# Leon Larson
Bror Leo Ambrosius Larsson, känd som Leon Larsson, ibland skrivet Larson, född 3 augusti 1883 i Älvkarleby församling i Uppsala län, död 21 mars 1922 i Spånga församling i Stockholms län, var en svensk proletärförfattare och anarkist.

## Biografi

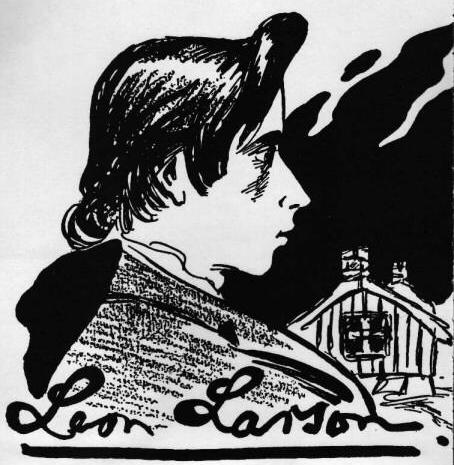
Leon Larson. Teckning av L. Kumlien i Karbasen 1906

Leon Larson var främst poet och i hans diktning märks en fascination för elden. Redan som femtonåring gjorde sig Larson skyldig till mordbrand då han midsommar 1899 brände ner smedjan där han arbetade som lärling. Han dömdes till ett års straffarbete. 
I början av 1900-talet var Larson aktiv i Ungsocialisterna och andra anarkistiska grupper. Han debuterade 1906 med diktsamlingen Hatets sånger, där han hyllar vreden som omdanande kraft. 1907 bröt han med anarkismen och gick med i Socialdemokratiska Ungdomsförbundet, som leddes av Zeth Höglund.
1909 gav Leon Larson ut sin roman Samhällets fiende: ur en ung arbetares utvecklingshistoria, i vilken han gjorde upp med sitt anarkistiska förflutna, och pekar ut de forna kamraterna inom Ungsocialisterna som en fara för Sverige. Det som Larson framhöll som ett sanningens avslöjande stämplades av hans forna kamrater som falskt och vilseledande, och väckte starka reaktioner och ledde till demonstrationer och hot mot Larson. Boken blev en stor framgång, bland annat hos en borgerlig publik, men också början till slutet för Larsons författarskap, då han med den förlorade många av sina gamla läsare. Till hans fall bidrog ytterligare att han, vid en vistelse på Sundsholms sanatorium i Halland, avslöjades med att ha arrangerat ett sprängattentat mot sig själv, förmodligen driven av publicitetshunger.
Han reste till USA, möjligen för att försöka bryta sig en bana där, men återvände redan efter 9–10 månader. Under 1910-talet utgav han sedan ett par böcker, och lyckades också placera ett och annat bidrag i tidningar, men han var glömd av offentligheten. De som med intresse läst hans avståndstagande från socialism och anarkism var inte lika intresserade av hans mer existentiella grubblerier. Hans bortgång i lungsot vid 38 års ålder föranledde mest korta notiser.
Leon Larson var morfar till journalisten och författaren Herman Lindqvist.

## Bibliografi

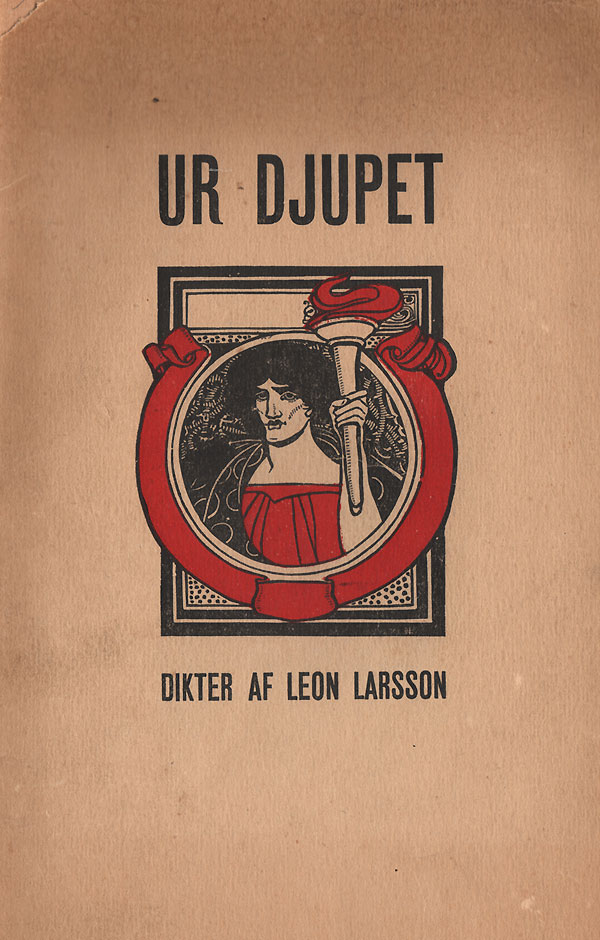
Omslag till debutboken Ur djupet 1906